# Settimana santa dell'Eparchia di Lungro
La Settimana Santa dell'Eparchia di Lungro (in albanese Java e Madhe dhe e Shejte, anche Pashkët Arbëreshe), ovvero la "Grande e Santa Settimana" e la "Pasqua Albanese", comprende una serie di celebrazioni cristiano cattoliche di rito bizantino che si svolgono durante la Settimana Santa in tutti i centri albanesi di Calabria, Basilicata, Abruzzo e Puglia, raggruppati ecclesiasticamente nell'Eparchia di Lungro, circoscrizione della Chiesa cattolica italo-albanese.
A Lungro, sede della diocesi, le celebrazioni e le cerimonie pasquali più significative si hanno solenni alla cattedrale di San Nicola di Mira, mentre negli altri centri italo-albanesi si svolgono nelle chiese madri di rito orientale, a Cosenza presso la Chiesa del Santissimo Salvatore, a Lecce nella chiesa di San Niccolò dei Greci e a Bari nella chiesa di San Giovanni Crisostomo.
Rappresenta la festa delle feste, i quali riti della Passione, della morte e della Resurrezione di Gesù vengono vissuti secondo la ricca simbologia cristiana orientale. 
La Pasqua Albanese, per la complessità dei riti sacri, la sontuosità e la raffinatezza degli abiti femminili tradizionali, unite alle manifestazioni folcloristiche, costituisce la ricorrenza centrale della comunità albanese d'Italia, dalla cui data dipendono le altre feste. È la festività più sentita dagli italo-albanesi, evento liturgico di elevato tenore religioso, storico e tradizionale, unico e fortemente simbolico, in cui ogni arbëreshë ritrova le proprie radici di fede e d'identità. Nell'occasione, accorrono fedeli e visitatori da più parti dell’Italia e dal mondo.

## Storia

### Origini
(Parole di Mons. Giovanni Stamati, vescovo dell'eparchia.)

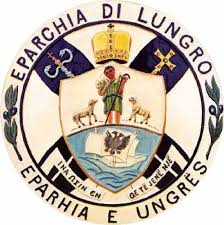
Stemma dell'Eparchia di Lungro

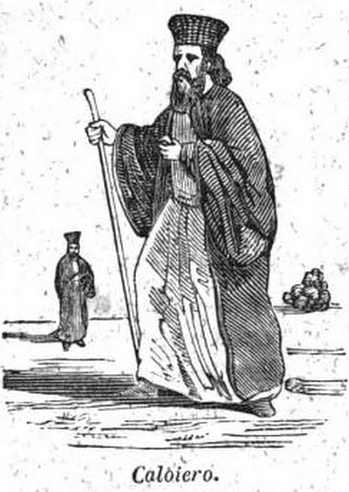
Monaco italo-albanese di rito greco-bizantino (kallogjer)

Le cerimonie della Settimana Santa dell'Eparchia di Lungro possiedono, per precise regioni storico-culturali, dei caratteri del tutto diversi da quelli delle altre cerimonie d'Italia. Esse, infatti, sono direttamente riconducibili alla tradizione liturgica bizantina importata in Calabria ed in tutta l'Italia meridionale dal XV secolo dai coloni albanesi provenienti esuli dall'Albania e dai territori albanesi dalla Penisola Balcanica (attuali Montenegro, Macedonia, Epiro, Morea, Attica, ecc.).
Gli stessi riti si possono trovare nelle altre comunità albanofone, o sempre di origine albanese, dell'Eparchia di Piana degli Albanesi in Sicilia, ove viene conservata presso gli italo-albanesi lo stesso attaccamento ai propri riti e la solennità delle celebrazioni bizantine.

## La Pasqua Italo-Albanese

### Periodo quaresimale

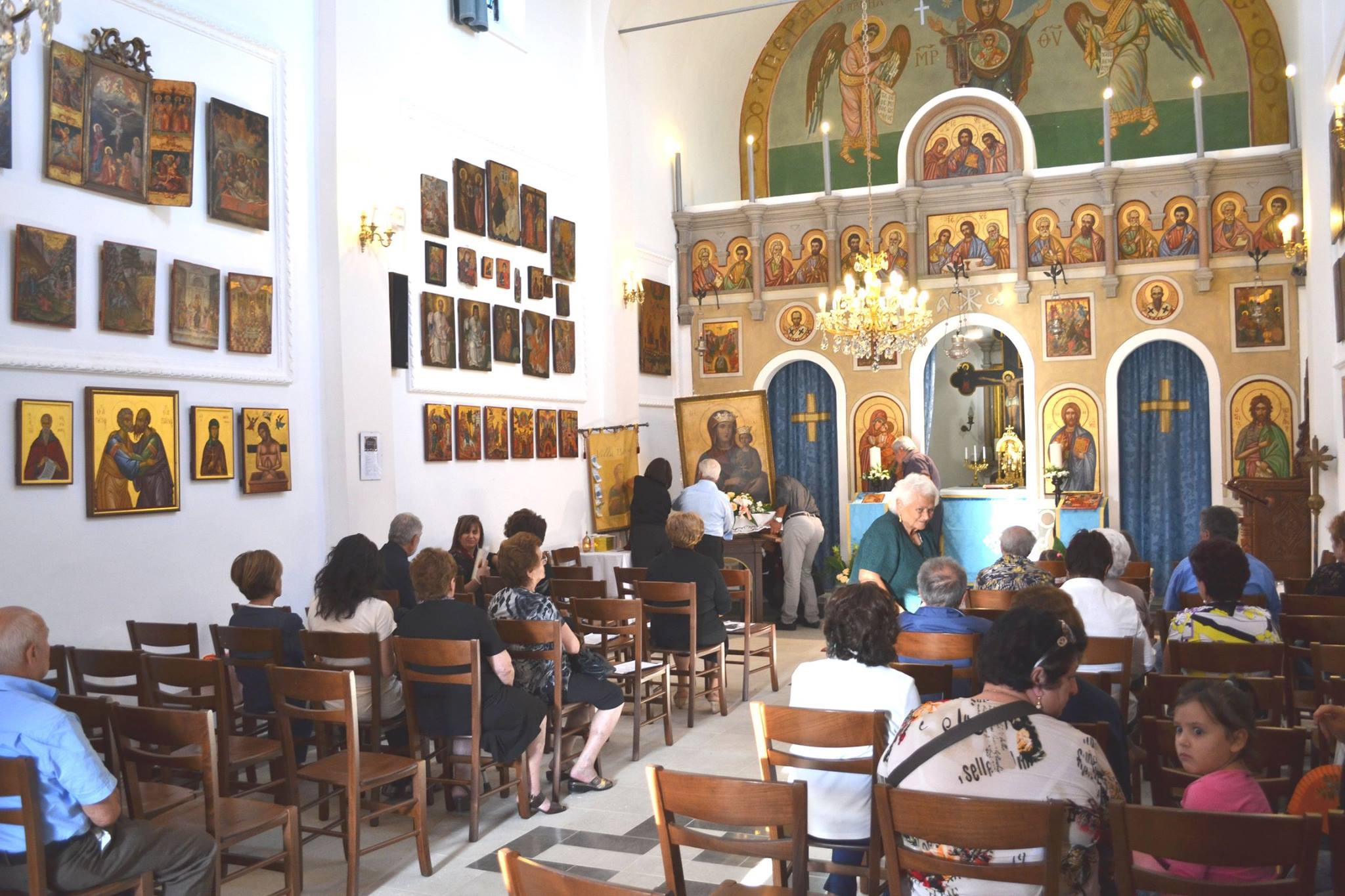
Fedeli italo-albanesi di Villa Badessa (PE) in Abruzzo

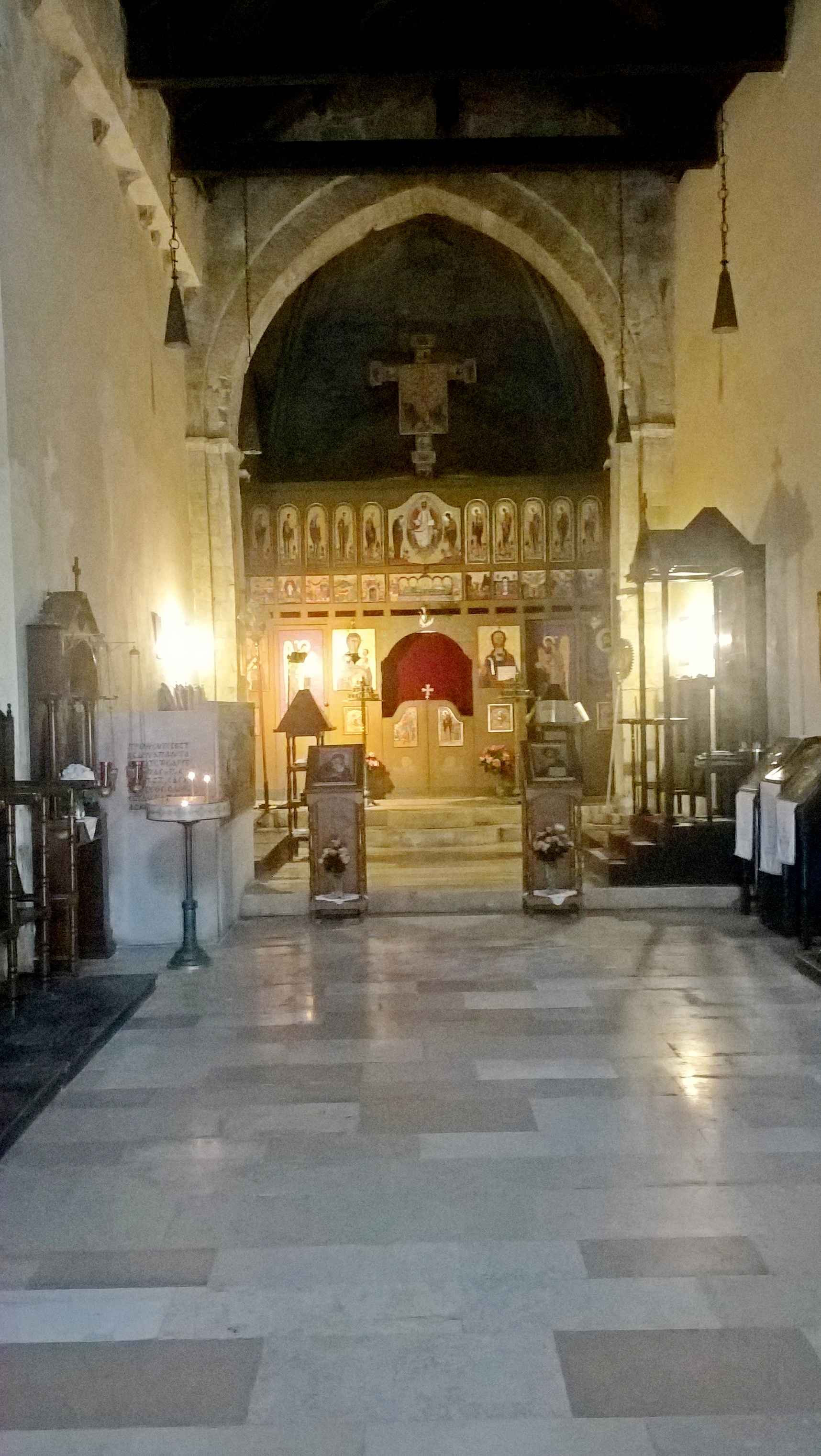
Parrocchia italo-albanese di San Giovanni Crisostomo a Bari, in Puglia

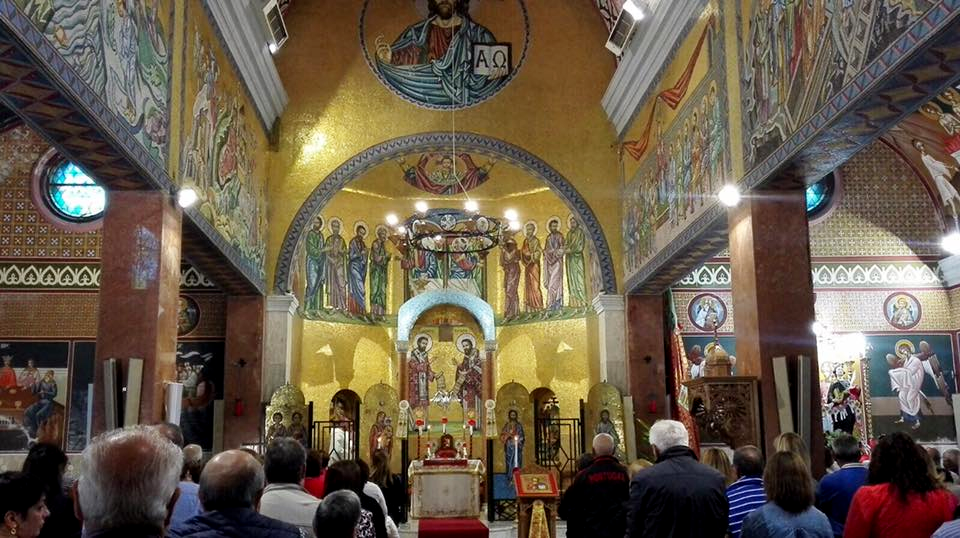
Liturgia a San Cosmo Albanese (CS) in Calabria

Secondo la tradizione bizantina, la liturgia eucaristica in Quaresima si celebra solo il sabato e la domenica e nella festa dell'Annunciazone mentre gli altri giorni sono aliturgici. Il periodo quaresimale è caratterizzato dalle funzioni della liturgia dei Presantificati, la Proghiasmèna (Mercoledì e Venerdì) e dell'Inno Akàthistos alla Madre di Dio (Venerdì).
In tutti i giorni aliturgici si recita il Mattutino ed in tutte le domeniche della Quaresima, ad eccezione della Domenica delle Palme, si celebra la Liturgia di San Basilio il Grande.

### Sabato di Lazzaro
Questo sabato (e Shtuna e Laxarit) segna il passaggio dalla quaresima alla Settimana santa. Durante il sabato viene ricordato il miracolo di Gesù che resuscita Lazzaro (Ngjallja e Laxarit).

### Domenica delle Palme

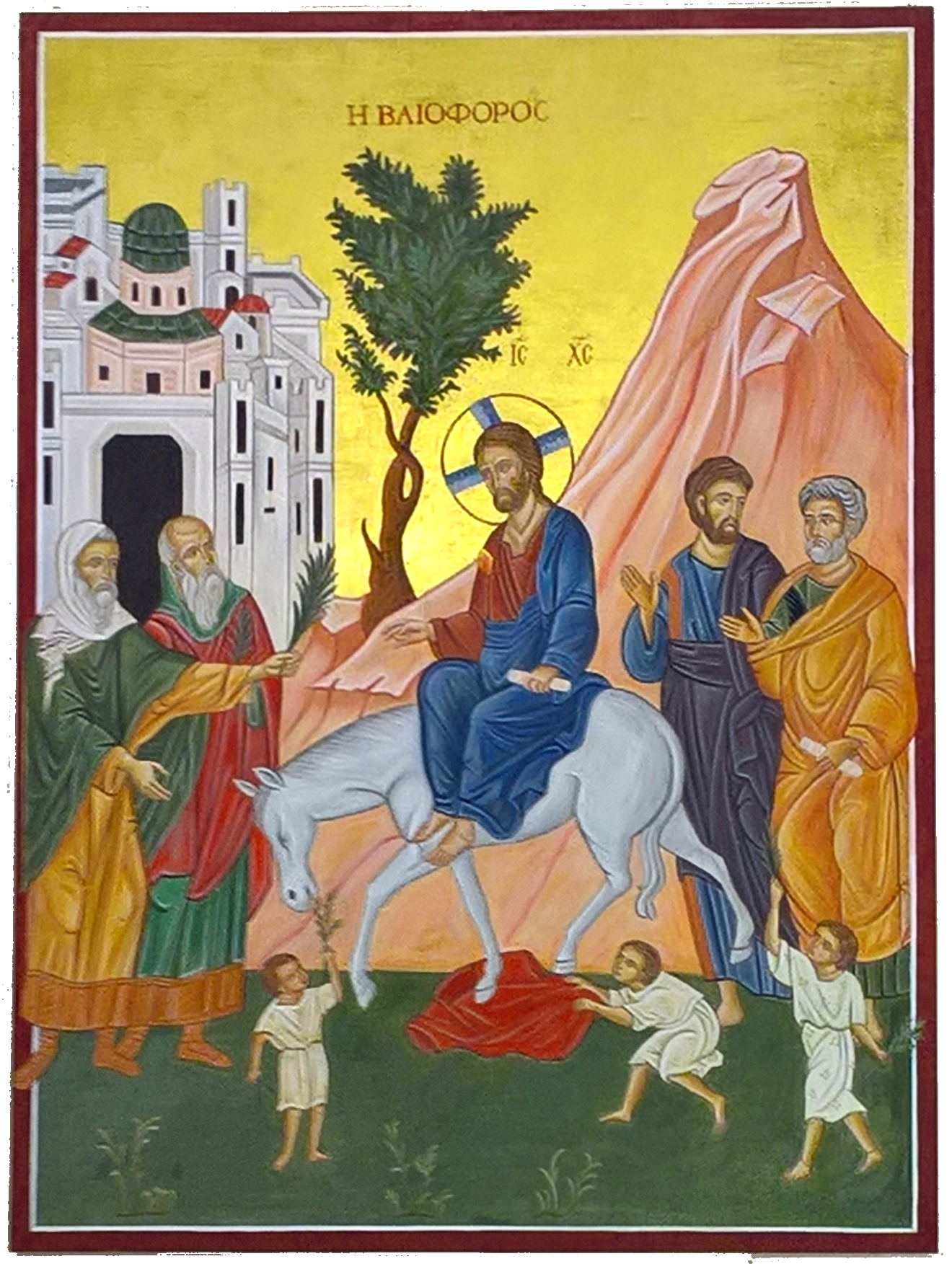
Icona dell'entrata di Cristo a Gerusalemme, parrocchia italo-albanese di rito bizantino di Cosenza

La mattina di Domenica delle Palme (e Diella e Dhafnis) viene celebrata la Divina Liturgia e si ripercorre la gloriosa entrata a Gerusalemme da parte di Gesù; al termine della liturgia i fedeli portano, in una breve processione, ramoscelli di alloro ed ulivo, benedetti durante la funzione.
Dalla sera si entra nella solennità della preghiera liturgica con la celebrazione sino al mercoledì sera dell'akoluthìa dell'orthros che prende il nome di "Ninfìos", il tropario che canta il tema dello Sposo ovvero il Signore che richiama le anime ad essere vigili per il suo arrivo. Le celebrazioni liturgiche nel rituale bizantino sono caratterizzate anche dall'ampiezza delle ufficiature e dalla forte austerità del digiuno.

### Grande e Santo Lunedì
La mattina del Lunedì Santo (e Hëna e Madhe dhe e Shëjtë) per concludere mercoledì mattina si celebra la Proghiasmèna (la liturgia dei Presantificati). Il Lunedì si fa memoria del fico maledetto seccato da Gesù.

### Grande e Santo Martedì
Il Martedì Santo (e Martja e Madhe dhe e Shëjtë) viene ricordata la parabola delle dieci vergini che invita i fedeli ad essere prudenti.

### Grande e Santo Mercoledì
Il Mercoledì Santo (e Mirkura e Madhe dhe e Shëjtë) a liturgia presenta la donna peccatrice che unse i piedi del Signore (che comincia il percorso di conversione). Il Signore manifesta che le assicurerà il perdono dei suoi molti peccati.
A Lungro, come in altre comunità arbëreshë è tradizione allestire in chiesa un altare e circondato da vassoi di grano preparati in quaresima. Questo luogo prende il nome di "Sepolcro" (sumbullkun) e nella Cattedrale di San Nicola di Mira viene allestito nella cappella della Fonte Battesimale.

### Grande e Santo Giovedì
Si commemora il Giovedì Santo (e Intje e Madhe dhe Shëjtë) la lavanda dei piedi, l’ultima cena, la preghiera di Gesù nell’orto e il tradimento di Giuda. Il Giovedì Santo le campane suonano a festa; viene celebrato il Vespro e la Solenne Liturgia di San Basilio il Grande. La festa di oggi è chiamata dai Santi Padri della Chiesa Orientale “Piccola Pasqua”, perché il Signore è realmente presente nell'Eucaristia, gloriosamente risorto. Nella Cattedrale di Lungro al termine della liturgia il Santissimo viene portato in processione sino al sepolcro, da quel momento le campane vengono “legate” (lidhen kumborëte) e si entra nel vivo della Passione di Cristo. Dal momento in cui il Santissimo viene posto nel “Sepolcro” (sumbullkun) davanti ad esso un susseguirsi di preghiere e “kalimere” cantate a bassa voce fino a venerdì sera.
Nel pomeriggio i celebranti non vestono più a festa ma utilizzano i paramenti rossi di lutto. Si celebra il Mattutino della Passione di Cristo con la lettura dei 12 Vangeli dove, successivamente la lettura del quinto vangelo, avviene la Processione in una cattedrale buia con le sole luci delle candele, dell'icona della crocifissione e successivamente l'Esposizione del Crocifisso.
A Lungro, al termine i fedeli si riuniscono dinnanzi il Crocifisso e vengono recitate le kalimere della Passione (la maggior parte composte da Giulio Variboba, San Giorgio Albanese 1725 - Roma 1788, sacerdote e poeta arbëresh). In serata avviene la vestizione della Madonna Addolorata, statua risalente al ‘700, da parte delle donne con abiti ricamati d’oro. La statua non uscirà dalla sagrestia fino alla sera del venerdì come segno del dolore mentre tanti saranno i fedeli che faranno visita ad ella durante la giornata successiva.

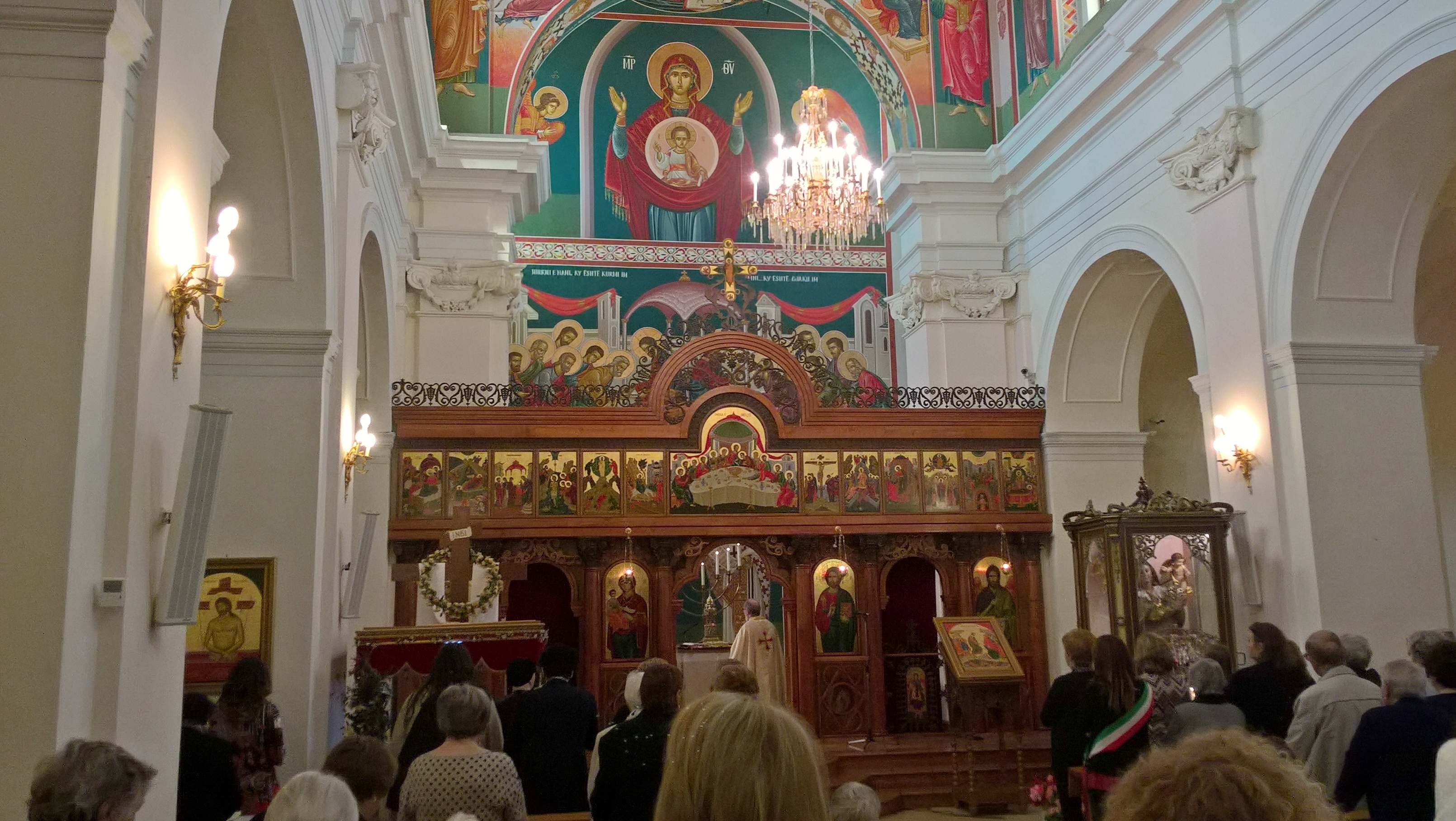
Parrocchia San Costantino il Grande, San Costantino Albanese, Basilicata

A San Demetrio Corone, il Giovedì Santo, il papàs dopo la lettura dei Dodici passi del Vangelo, procede al rito della lavanda dei piedi a dodici persone del paese che rappresentano gli apostoli, seduti attorno ad un grande tavolo sul quale sono disposti dodici pani benedetti (kuleçët) che verranno poi tagliati e distribuiti ai fedeli. Durante la processione del Crocifisso i fedeli intonano “E keqja penë” (La grande sofferenza), composta del poeta Giulio Variboba, e “E gjegjni e mirrni vesh” (Ascoltate e porgete orecchio).

### Grande e Santo Venerdì
Nell’arco della giornata del Venerdì Santo (e Prëmtja e Madhe dhe e Shëjtë) uno stretto digiuno accompagna i fedeli alle lunghe celebrazioni. Nella primissima mattinata vengono recitata le Grandi Ore (I^, III^ e VI^), mentre le donne allestiscono il tafos o kuvuklion di fiori. Più tardi l’Ora IX e il Vespro della Deposizione e Adorazione della Croce. Durante il Vespro, alla lettura del Vangelo, il celebrante ricopre con un sudario il crocifisso esposto la sera prima e lo colloca dentro al vima, mentre, al termine della funzione il celebrante porta in processione in Cattedrale l’epitàfion, una stoffa ricamata in oro e argento su cui vi è dipinta l’icona della deposizione, con la Madre di Dio, le mirofore, Giovanni e Giuseppe d’Arimatea, prostrati e piangenti. Il pomeriggio è un continuo passaggio di fedeli che fanno visita al Sepolcro (sumbullkun) e ai confessori.

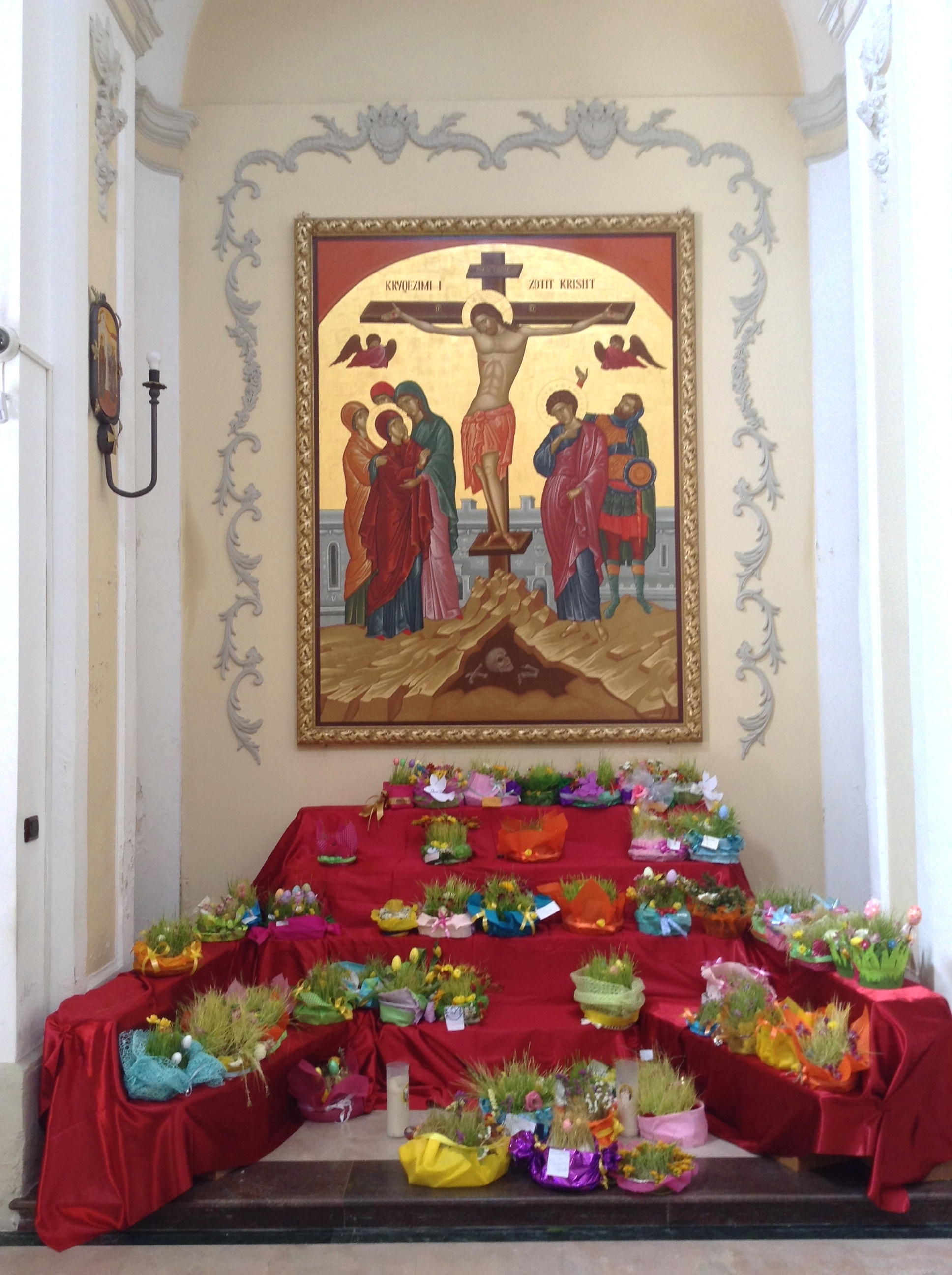
Icona di Cristo crocifisso, Chiesa di Santa Maria Assunta a Frascineto

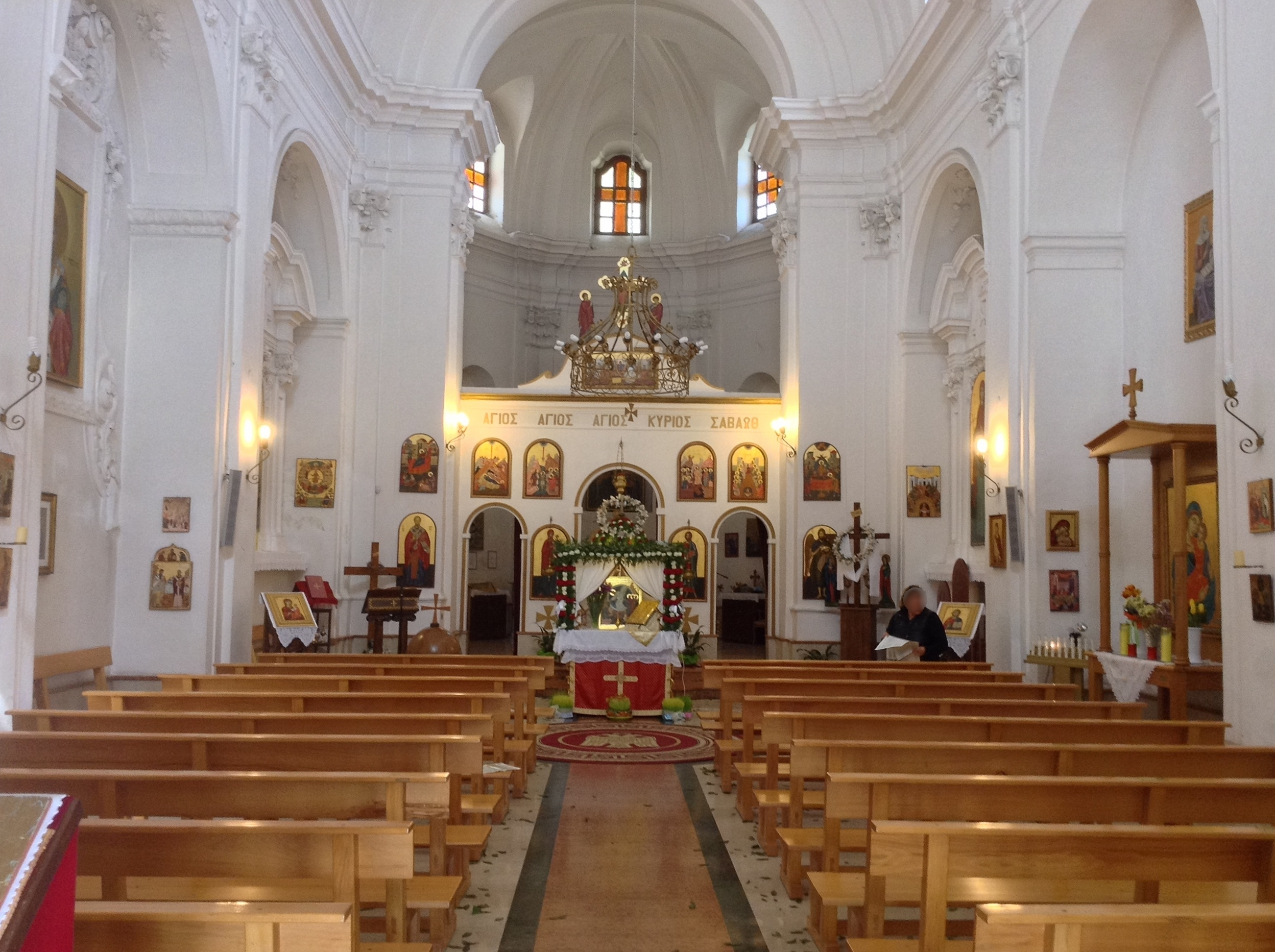
Epitafios, Chiesa di San Basilio il Grande, Ejanina

Nel tardo pomeriggio, quando il crepuscolo ha affievolito le luci del giorno, ha luogo il l'Akoluthia dell’Epitàfios Thrinos (lamenti funebri). A liturgia iniziata i celebranti si riuniscono davanti al tafos (l’urna nella quale viene adagiato l’epitàfion, ricoperta di fiori e profumi) e vengono intonati gli enkòmia, suddivisi in tre stasis (canti risalenti al XII sec.). «Sono considerati tra i più belli di tutta l'innografia orientale e si integrano mirabilmente con le cerimonie bizantine, dove il dolore e la speranza si fondono in attesa della risurrezione.». Una sintetica descrizione del prof. G. B. Rennis, autore del volume indicato in bibliografia:
(Rennis Giovan Battista, 1993, La tradizione bizantina della comunità italo-albanese di Lungro il rito, le festività, la storia e le usanze, Editoriale Progetto 2000)
(Mons. E. F. Fortino, Liturgia Greca)
Durante i canti il celebrante incensa dapprima il tafos e la Cattedrale tutta; alla terza stasis al verso "Erranan ton tàfon e mirofòri mìra, lìan proì elthùse (Le mirofore, venute di buon mattino, cosparsero di aromi il sepolcro)" il Vescovo cosparge di profumo dapprima il tafos, i celebranti, poi tutti i fedeli e la cattedrale.  Al termine dei canti hanno inizio gli evloitària della Resurrezione e poco dopo la solenne processione per le vie di Lungro con balconi e finestre bui, illuminati dalle sole candele o lumi. L’imponente processione vede dietro i celebranti il tafos, scortato dalle forze dell'ordine in alta uniforme, e a seguire la Madonna Addolorata, mentre il coro e i fedeli intonano le “kalimere“. Ancora in uso in molte comunità arbëreshë l'utilizzo delle "trocche", rudimentali strumenti di legno, "suonati" per tutto il cammino. Al ritorno, alle porte della Cattedrale, il tafos viene alzato per permettere in primis alla Madonna e successivamente ai fedeli di passare sotto.
(Ermanno Arcuri, Settimana Santa a Lungro, Le Nuove Ere - testata online)

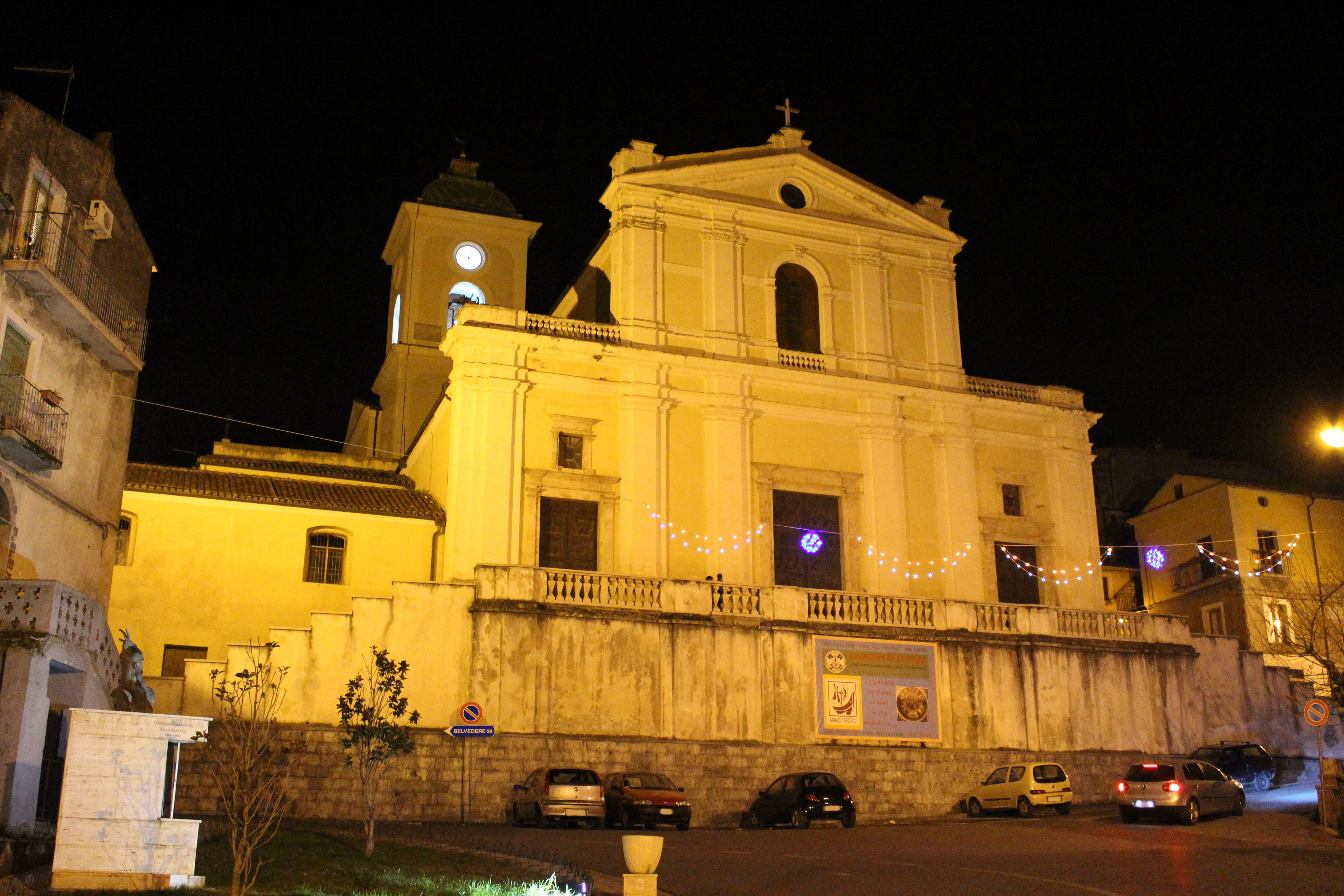
L'esterno della Cattedrale di San Nicola di Mira, in notturna

A Lungro, al termine della processione, l’Addolorata fa ritorno in sagrestia mentre comincia la predicazione della Passione. Alla conclusione la Madonna Addolorata esce dalla sagrestia e viene trasportata dinnanzi al pulpito dove il predicatore depone il crocifisso nelle sue mani, ed è questo il momento in cui la Madre di Dio viene portata trionfalmente in processione sino al sepolcro.
(eventiesagre.it, Settimana Santa Albanese, 2017)

### Grande e Santo Sabato

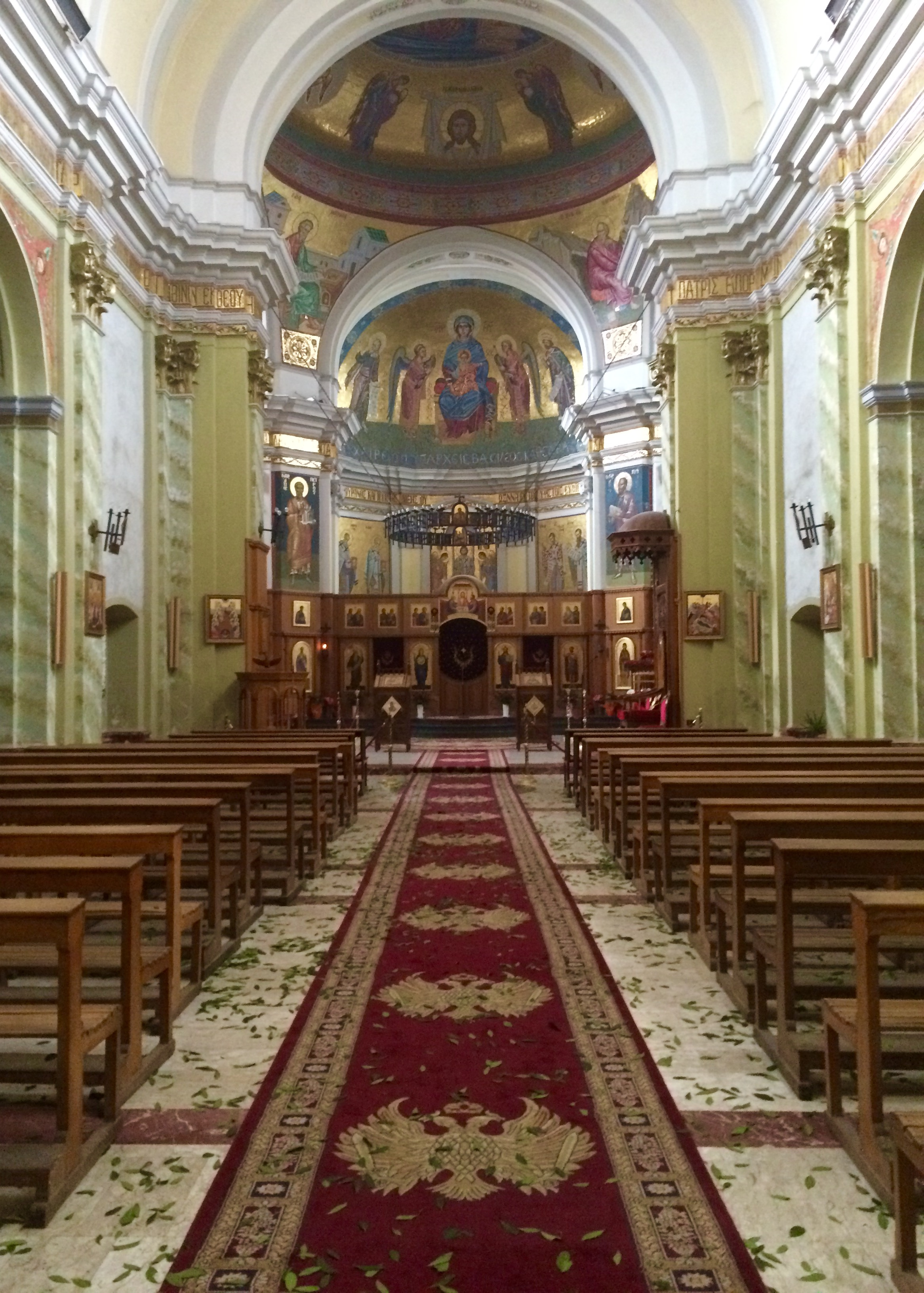
Le foglie di alloro nella Cattedrale di San Nicola di Mira in Lungro durante la funzione del Sabato mattina

Durante il Sabato Santo (e Shtuna e Madhe dhe e Shëjtë) viene festeggiata la sepoltura del corpo divino di Cristo e la discesa nell’Ade del Signore. La liturgia è quella di San Basilio e, dopo il canto dell’Epistola, il celebrante cosparge di foglie di alloro tutta la chiesa. I fedeli intonano l’inno della risurrezione Anàsta o Theòs" (Sorgi o signore!) e il canto dei “Tre Fanciulli“. Le campane “legate” il giovedì suonano a distesa e nel pomeriggio viene disfatto il Sepolcro; i contadini preso il grano in cattedrale vanno a cospargere i propri campi come buon augurio per il raccolto.

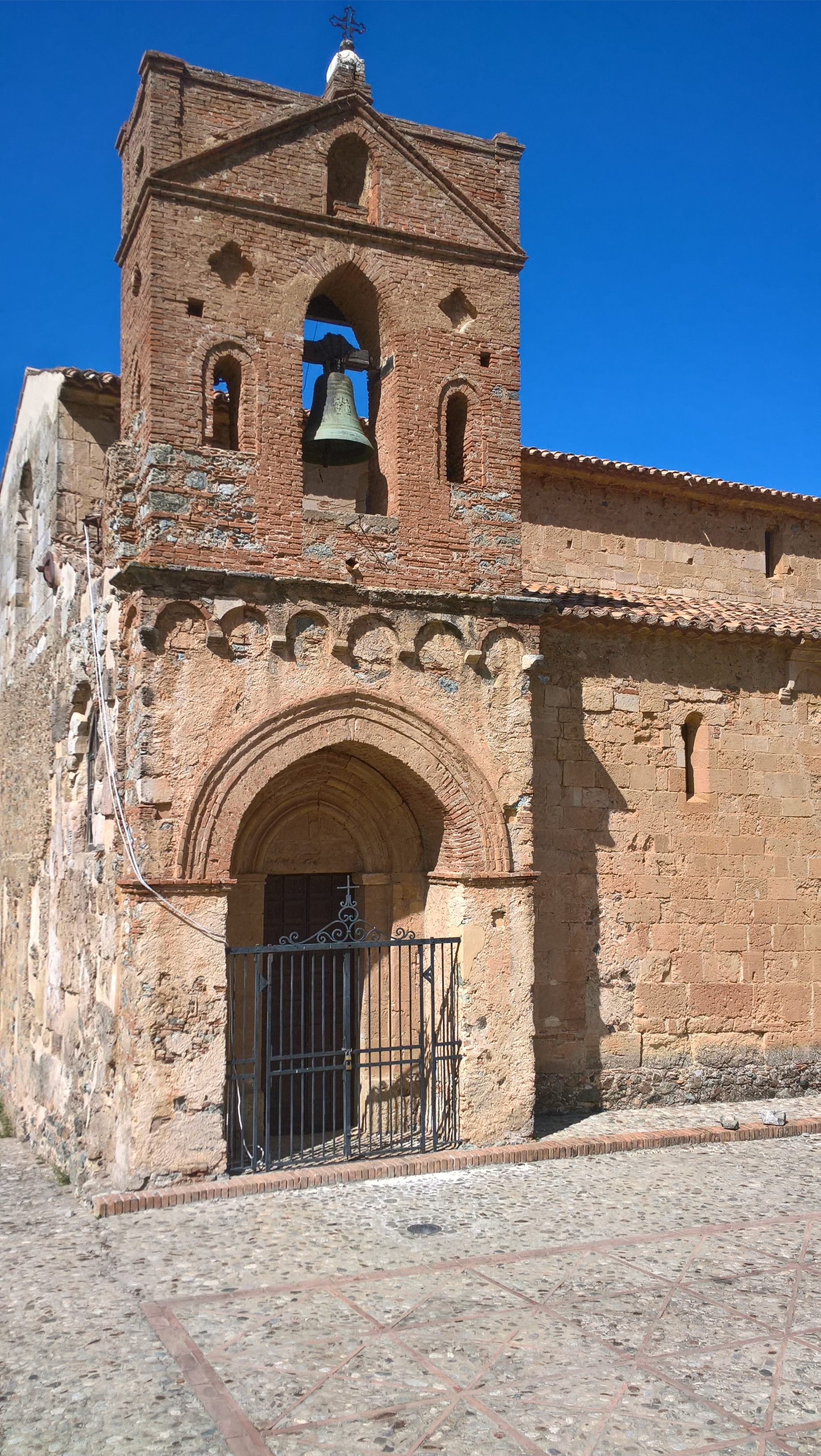
Chiesa di Sant'Adriano, San Demetrio Corone

A San Demetrio i cittadini il sabato sera si dirigono verso la "Fontana del Collegio" per "rubare l'acqua". Lungo il percorso i "diavoli tentatori", persone che hanno già compiuto il rituale cercano di farli parlare e, se ci riescono, si torna indietro. Bisogna, infatti, arrivare alla fontana in assoluto silenzio. Si potrà parlare soltanto dopo.
"Rubata l'acqua", ci si avvia verso la Chiesa madre dove i sandemetresi hanno sistemato la legna per accendere un enorme fuoco, i cui preparativi iniziano già nel tardo pomeriggio. Tutta la notte i cittadini rimangono davanti al fuoco a ballare cantare e suonare ed a bere buon vino.

### Grande e Santa Domenica di Pasqua
Nella Domenica di Pasqua (e Diella e Madhe e Pashkëvet) a Lungro il rito del Christòs Anèsti" (Krishti u ngjall) viene celebrato all'alba, mentre in altre comunità viene anticipato alla mezzanotte. Le campane suonano a festa, la Cattedrale è buia, vi è solo una fiammella sempre accesa in cui il celebrante accende il cero pasquale dal quale tutti i fedeli accenderanno i propri ceri. In processione escono dalla chiesa e si dirigono verso il sagrato, il celebrante si avvicina alla porta grande chiusa, mentre con l’alba si dischiude un nuovo giorno. Dopo ampie preghiere e letture dei testi sacri, con la croce astile in mano, il celebrante batte per tre volte sulla porta con la croce ed inizia il dialogo con il lettore che dall’interno della chiesa, rappresenta le forze del male. Al terzo invito, i battenti si aprono, la chiesa si illumina e i fedeli entrano intonando il canto pasquale del “Christòs Anèsti”: “Cristo è risorto dai morti e con la sua morte ha sconfitto la morte e a coloro che giacevano nei sepolcri ha ridato la vita“. Le ufficiature continuano con il Solenne Pontificale in mattinata e in serata il Vespro Solenne con la lettura del Vangelo della Risurrezione in più lingue.
thanàto thànaton patìsas, 

ke tis en dis mnìmasi 
 zoìn
charisàmenos.»
la morte calpestando la morte
  e
dando in grazia la vita 
 a coloro
che giacevano nei sepolcri.»

 me vdekjen shkeli vdekjen 

edhe atyre çë ishin ndër varret 

jetën i dha»
Numerosi sono i fedeli e i turisti stranieri che si recano a Lungro a partecipare alla divina liturgia pasquale.

### Lunedì dopo Pasqua
Il lunedì a San Demetrio terminano le festività pasquali nella Chiesa di Sant’Adriano con la processione in onore del Braccio Santo (“Krahu i Shën Drianit”).

### Martedì dopo Pasqua

#### Valljet

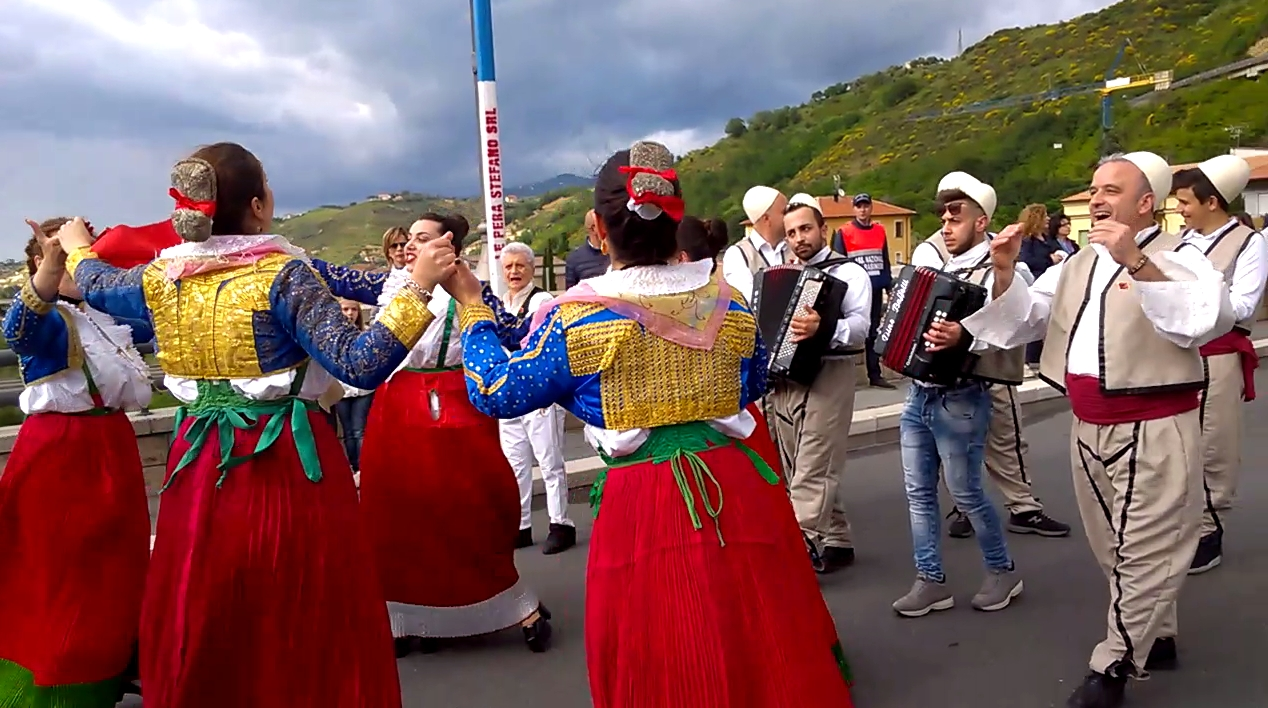
Canti e costumi albanesi di Lungro, Bukuria Arbëreshe, Cosenza

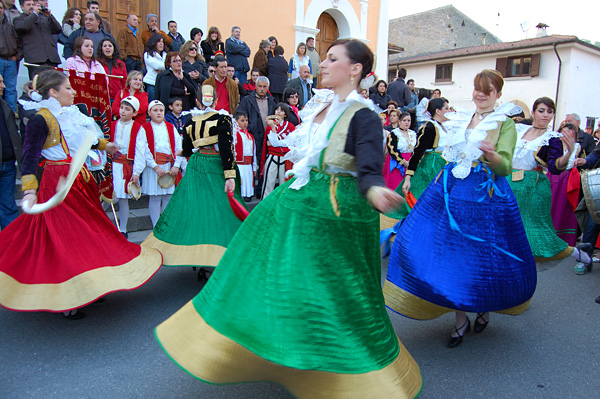
Donne arbëreshe in tipico costume durante le Vallje a San Basile (CS)

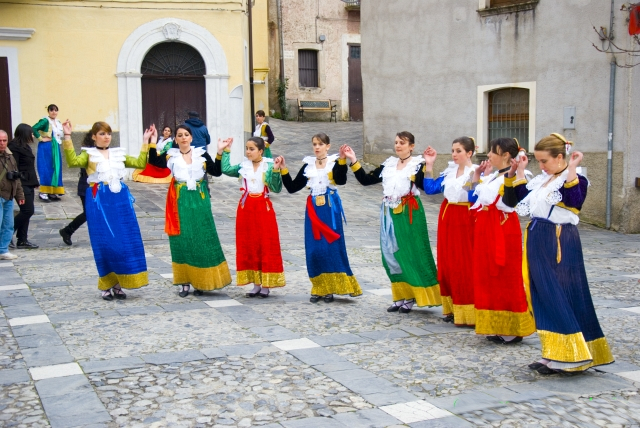
Vallje tradizionali a Civita (CS)

La vallja si svolgeva anticamente in quasi tutti i paesi arbëreshë il pomeriggio della Domenica di Pasqua, il lunedì e il martedì. Attualmente ha luogo solo il martedì dopo Pasqua (Vallja e martës së Pashkëvet), principalmente nelle comunità albanesi di Calabria di Barile, Cervicati, Civita, San Benedetto Ullano, San Demetrio Corone, Santa Sofia d'Epiro e in parte Ejanina, Firmo, Frascineto e San Basile, mentre non è di tradizione a Lungro. Alcune vallje sono state riprese e interpretate dalle donne in costume di Piana degli Albanesi nella metà del secolo scorso.
In anni recenti con la manifestazione "Bukuria Arbëreshe" (la Bellezza Albanese d'Italia) le vallje vengono riproposte in maggio anche nella città di Cosenza, con folti gruppi folcloristici italo-albanesi provenienti da diverse località dell'Arberia e l'organizzazione è curata dal Seminario Eparchiale e dalla Chiesa del Santissimo Salvatore (Cosenza).